# Пенья, Фелипе
Фелипе Пенья Биафоре (исп. Felipe Peña Biafore; род. 20 апреля 2001, Пеуахо, Буэнос-Айрес) — аргентинский футболист, защитник клуба «Ривер Плейт», выступающий на правах аренды за «Арсенал» (Саранди).

## Клубная карьера
Пенья — воспитанник клуба «Ривер Плейт». 20 мая 2021 года в поединке Кубка Либертадорес против колумбийского «Индепендьенте Санта-Фе» Фелипе дебютировал за основной состав. 31 августа в матче против «Атлетико Сармьенто» он дебютировал в аргентинской Примере.